# Borís Berezovski
Borís Berezovski (rus: Борис Абрамович Березовский)  (Moscou, 23 de gener de 1946 - Ascot, 23 de març de 2013), nom complet amb patronímic Borís Abràmovitx Berezovski, fou un empresari oligarca rus, enginyer i matemàtic de formació. Va ser membre de l'Acadèmia de Ciències de Rússia i el Consell de Seguretat de Rússia. Com a magnat del nou capitalisme rus, exercí una gran influència política durant el govern de Borís Ieltsin, es convertí en aferrissat enemic del seu successor, Vladímir Putin, i s'exilià a Londres.
Berezovski va enriquir-se durant els anys 90, formant part d'una nova classe d'oligarques i magnats que van accedir al control d'empreses estatals soviètiques durant el seu procés de privatització. Així, va crear crear el primer concessionàri privat d'automòbils de Rússia, gràcies la seva posició provilegiada a l'empresa AutoVAZ. També controlà les finances d'Aeroflot, la petroliera Sibneft i fou el major accionista de canal ORT, des d'on va donar suport a Borís Ieltsin durant la campaya de les eleccions presidencials del 1996. Essent percebut aquells anys com el poder a l'ombra del Kremlin, fou l'avalador de l'operació per situar a la presidència el que després seria el seu gran enemic, l'ex-membre de la KGB Vladímir Putin. Defenestrat políticament, Berezovski va abandonar Rússia entre acusacions de desfalc a un govern regional, i tot i les peticions d'extradició per part de Rússia, va romandre a l'exili al Regne Unit fins a la seva mort el 23 de març de 2013.